# Balada (hudba)
Balada (z francouzského ballade, [baˈlad]) je v hudební terminologii název pro hudební ztvárnění literární balady, lyricko-epické básně, ve formě písně nebo jednověté instrumentální skladby s vypravěčským charakterem. Tyto skladby začaly vznikat v 18. století a mezi nejvýznamnější patří romantické balady pro sólový klavír.

## Historie
V německé literatuře 18. století byla balada báseň s charakterem lidového vyprávění. Některé z těchto básní zhudebnili skladatelé jako Johann Friedrich Reichardt, Carl Friedrich Zelter a Johann Rudolf Zumsteeg.
V 19. století polský skladatel Fryderyk Chopin napsal čtveřici balad, které se staly první významnou aplikací tohoto hudebního žánru v instrumentální hudbě. Jeho příkladu následovalo mnoho dalších romantických hudebních skladatelů. Ve 20. století se začalo s formou více posunovat a vznikala i díla pro neobvyklé nástrojové obsazení (Einojuhani Rautavaara – Balada pro harfu a smyčce a podobně).

## Balady pro sólový klavír
Balada byla po zavedení Chopinem častá hudební forma, kterou psalo mnoho romantických skladatelů. Její forma není jednotná, sjednocujícím prvkem je hlavně vypravěčský styl, „sled částí, které na sebe navazují v určitém pořádku… Jejich následnost je řízena jejich vztahem a dospívá ke svému řešení nutností či pravděpodobností.“ Pro Chopina byl jednotícím prvkem 6/8 takt, pro Brahmse byly zase typické jednodušší A-B-A písňové formy.
Někteří skladatelé (například Robert Schumann či Claude Debussy) psali balady pro klavír a pěvce, Gabriel Fauré zase napsal baladu pro klavír a orchestr.

### Příklady balad pro sólový klavír
- Edvard Grieg: Balada ve formě variací na norskou lidovou píseň, op. 24